# Công ước Rio
Công ước Rio liên quan tới ba công ước sau đây, những công ước này là kết quả của Hội nghị Thượng đỉnh Trái Đất được tổ chức tại Rio de Janeiro vào năm 1992. Những công ước này là
1. UNFCCC, viết tắt của Công ước khung Liên Hợp Quốc về Biến đổi Khí hậu
2. CBD, viết tắt của Công ước về Đa dạng sinh học
3. UNCCD, viết tắt của Công ước Chống Sa mạc hóa của Liên Hợp Quốc